# 莊索

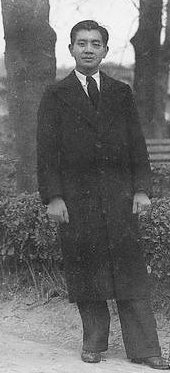
莊五洲（莊索），約1940年代。

莊索（1914年7月8日—1997年11月），原名莊五洲，是一位出身臺灣高雄旗後及福建泉州的藝術工作者。他是新四軍N4A臂章的設計者之一。

## 生平

### 早年生活
1914年，莊五洲出生於日治臺灣高雄州高雄郡旗後地區；他的父親是一位儒學教師，他的母親是池秋霞（1890年－1917年），他是家中第三出生的男孩。4歲時，母親在分娩弟弟的過程中因難產過世，弟弟因此被取名為「念慈」，但也在不久後夭折。9歲時，他入當地一間公學校就讀，並習得基礎日語能力及現代知識；同時，他也開始對美術逐漸產生興趣，並偶爾為當地寺廟繪制壁畫。15歲時，因為私塾教育逐漸被現代教育體系取代，他的父親決定帶著他遷居祖籍地福建泉州。同年，莊五洲順利進入廈門美術專科學校西畫系就讀，接受嚴格的系統式學院美術訓練，並在師長等帶領影響下萌發愛國及關懷社會弱勢群體的精神。畢業後，他於泉州民生農校、衙口小學、清濛小學及晉江公學等地擔任教師。

### 抗日士
1937年，抗日戰爭全面爆發，莊五洲因而投入以文學與藝術抗日的行列，參與晉江縣抗敵分會，並與美術界人士李碩卿、黃紫霞等人創辦《抗敵畫報》，加入晉江漫畫社，受聘擔任刊物《時事漫畫》的副主編。1940年春，莊五洲前往上海發展。1941年，他輾轉前往蘇北，在鹽城於成立不久的魯迅藝術學院華中分院擔任美術系教授；期間，他創作了宣傳畫《踏著英烈們的血跡前進》、《皖南烈士永垂不朽》及新四軍臂章等作品。同年7月，他在鹽阜蘇中戰役中遭日軍俘獲，但因能說日語等原因得以倖免，並在被押送徐州「特別工人訓練所」途中趁機逃脫。逃脫後，他曾在福建及上海等地進行游擊抗日行動，又在戰爭即將結束前返回上海參與於左翼文藝團體的「上海美術作家協會」聯展。

### 戰後時期
終戰後，莊五洲懷著急切而複雜的心情返回臺灣，前往高雄拜訪多年未見的大姊，又因而在當地與陳壽賢（東京洋裁學校畢業生）結識並旋即結婚。隨後，他先後在臺北市立女子初級中學、私立靜修女中、私立開南商職等校擔任美術教師。
二二八事件爆發後，他因眼見局勢混亂，趕緊前往他在高雄的老家躲避；同時，他的長子莊伯和在5月19日出生於當地。1949年，次子莊仲平出生；同時，臺灣宣布實施戒嚴統治，國民政府及其殘餘軍隊陸續撤退至臺灣，並開始對當地異議份子進行大規模的壓制行動。
實際上，莊五洲在大陸期間已經加入中國共產黨，根據蔡孝乾自白書，1946年中共中央指派蔡孝乾前往蘇北淮安華中局書記張鼎承、組織部長曾山等晤面，籌組台灣省工委，選拔包含洪幼樵、張梗、莊五洲等幹部九名來台潛伏。返台之後，他前往地下黨員吳克泰處接頭，並偶然結識版畫家黃榮燦。
莊五洲受徐懋德領導隸屬學工委，1949年，在全台大搜捕，蔡孝乾落網前，莊五洲隱姓埋名改名莊索。從此，他將自己的過去隱瞞，並以漁業職員的身份沉默而忙碌的度過經濟拮據的日子；但是，他仍偶而會以筆名公開發表一些關於藝術與歷史的文字作品。1952年，三子莊叔民出生。1955年，小女兒莊季育出生。
1977年，他在萌生退休念頭前持續兼職於商業美術工作；當時，他投入許多時間於閱讀及繪畫，受委託繪製炭粉肖像畫、魚類生物圖譜、地圖及大型掛圖等，又參與於各種商標設計競圖。

### 退休生活
1981年，他終於自高雄市漁會正式退休，並開始再度逐漸投入於藝術創作，繪作有關南臺灣的農民、漁民日常生活、抗戰時期回憶及國畫和裸體畫的油彩與水彩作品。1986年，他因中風暫停創作，並在療養過程中又陸續創作些許水彩作品。1988年，他將自己的部分作品匯集編印《莊索畫集》，並在一年後正式交付出版。
1991年，他在長子莊伯和協助下於臺北雄獅畫廊舉行其生平唯一一次個人畫展；同時，《雄獅美術》也為他出版《庄索生平與藝事》專輯，並因而引起新聞媒體報導及輿論回應，他的作品也開始陸續被高雄市立美術館、臺北市立美術館等機構典藏。
1997年11月，莊索因心臟衰竭逝世於高雄。

## 家庭
他與陳壽賢育有莊伯和、莊仲平、莊叔民、莊季育等子女；莊伯和日後畢業於藝術相關系所，並曾創作許多關於中國文化及民間藝術的文字作品。

## 語錄
- 「三十年代部分中國畫人，憧憬於希臘以來的人文主義的偉大傳統，出洋苦學中，對自己多難的國土與人民，及歷史文化，肩負著使命感而追求永恆，認真地探索、蓄銳功力，真摯嚴肅之情，自然流露於畫面上，震撼觀者心靈。」[3]
- 「對自己多難的國土人民及歷史文化，背負著使命感而追求永恆，認真的探索深度，蓄銳功力，真縶嚴肅之情，自然流露於畫面上。」[14]

## 評論
- 林惺嶽：「戰火的淬練出的藝術孤魂」、「在台灣美術史的發掘、整理、研究的階段中，庄索是較晚被公開討論有畫壇前輩人物之一。他的繪畫生涯是極為特殊的個案。」[3]
- 吳步乃：「他是左腳在大陸，右腳在台灣的跨海畫家。」、「庄索的一生中，時刻不忘民族。」、「在大陸他為抗日戰爭而畫，在台灣他為人生而畫」[15]